# Северокавказская астрономическая станция Казанского университета
Северокавказская астрономическая станция Казанского федерального университета (СКАС КФУ; первоначально Карачаево-Черкесская экспедиция КГУ) — российская астрономическая обсерватория, расположенная в республике Карачаево-Черкесия в 30 км от границы с Грузией, на высоте 2026 метров над уровнем моря. Прилегает к территории САО РАН, находится в 2 км к западу от БТА. Исторически эта часть отрога хребта Ужум называлась гора Чит-Хуа. На её вершине, на высоте 2047 метров, стоит геодезический триангуляционный знак, установленный над фундаментом древнеаланской сторожевой башни. Башня была разрушена в 1960-х г.г. при строительстве САО РАН. Именно благодаря этой башне данное место получило название «Аланский холм».
С 1975 по 2004 год АС КФУ называлась «Карачаево-Черкесская экспедиция КГУ», с 2004 года в документах именовалась «Астрономическая станция КГУ (АС КГУ)». В то же время, утвердилось неофициальное название «Северокавказская астрономическая станция КГУ», которое было указано на табличке, что висела на лабораторном помещении с 1980 по 2009 года. Ошибочно занесена в список кодов обсерваторий Центра малых планет под названием «Обсерватория им. Энгельгардта, Зеленчукская станция». Директор СКАС — Д. Г. Жуков.

## История

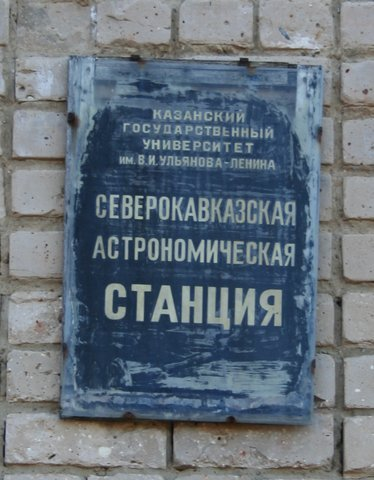
Табличка «СКАС КГУ»

Северокавказская астрономическая станция является преемницей Высокогорной Ордубадской экспедиции в Нахичеванской АССР, принадлежавшей КГУ. Ордубадскую экспедицию в 1969 году, при раздельном финансировании АН СССР, основали Х. И. Поттер (Пулковская обсерватория) и Н. Г. Ризванов (АОЭ). В 1969 году М. И. Кибардина, младший научный сотрудник АОЭ, член экспедиции, высказала идею о переносе станции в Зеленчук близ шестиметрового телескопа БТА (САО АН СССР). Н. Г. Ризванов поддержал идею и добился её осуществления. В 1970 году Ризванов успешно провёл переговоры в АН СССР об отчуждении земли, принадлежавшей САО, для строительства станции КГУ; помощь в положительном решении оказали сотрудники АН СССР Марина(?) Никифорова и Георгий Леонидович Спиров. В 1970 году заведующий кафедры астрономии и проректор по научной работе КГУ Ш. Т. Хабибуллин добился выделения двухсот тысяч рублей для осуществления проекта.
В 1970 году первым начальником экспедиции был назначен ассистент кафедры астрономии КГУ Ю. А. Чиканов. Он провёл подготовительные работы, основал экспедиционную базу в станице Зеленчукская и приступил к непосредственному строительству станции в 1972 году. В 1973 году Чиканов увольняется. Его место занимает Ф. А. Гараев, которого переводят с должности начальника Ордубадской экспедиции на должность начальника Зеленчукской экспедиции. С 1973 по 1974 год Гараев завершает основное строительство станции. В 1974 году начальником экспедиции назначается В. П. Мережин. Из Тянь-Шанской высокогорной экспедиции ГАИШ МГУ перевезли и установили 38-см светосильную камеру Шмидта, принадлежавшую АОЭ.
Из Ордубадской экспедиции перевозится широкоугольный астрограф «Цейс 400/2000». В Петрозаводске Мережин заказывает переходник для постамента астрографа, чтобы тот соответствовал широте места. В 1975 году для установки телескопа и купола павильона из ЛОМО (Ленинградское оптико-механическое объединение) приезжает бригада монтажников, из АОЭ приезжают Ризванов Н. Г., Шорников О. Е., Сергеев А. В. Руководили монтажными работами инженер САО АН СССР Вадим(?) Копосов и Ризванов Н. Г. Монтаж и наладку электрооборудования телескопа обеспечили Шорников О. Е. и Сергеев А. В. В 1975 году астрограф был введён в строй, этот же год считается годом основания обсерватории. Систематические наблюдения на станции начались в 1976 году. В 1975 году, по истечении хоздоговора с ИКИ АН СССР, закрывается Ордубадская экспедиция КГУ. Горизонтальный телескоп перевозится в АОЭ, электрофотометр перевозится и устанавливается на Северокавказской станции для выполнения хоздоговоров с Казанским ГИПО. После распада СССР Пулковская часть Ордубадской экспедиции вместе со всем её оборудованием и павильонами отошла в собственность Азербайджана. В 1974 году Н. Г. Ризванов разрабатывает проект нового горизонтального телескопа и размещает техническое задание на его постройку в ЛОМО. В 1984 году телескоп был готов. На протяжении лета того же года Ризванов завершил строительство павильона для нового телескопа, остановленное в 1975 году. Но в силу недофинансирования и ряда других причин телескоп так и не удалось пустить в строй. Так же не удалось установить на станции полутораметровый зеркальный телескоп АЗТ-22, который в результате был установлен в Турции. В 1983 году камера Шмидта была демонтирована и передана Монголии.

### Руководители Северокавказской астрономической станции
Начальники «Карачаево-Черкесской экспедиции КГУ»:
1. 1970—1973 — Чиканов, Юрий Афанасьевич
2. 1973—1974 — Гараев, Фарид Ахметович
3. 1974—1984 — Мережин, Виктор Павлович
4. 1984—2002 — Шпекин, Михаил Иванович
5. 2002—2004 — Соловьев, Владимир Яковлевич

Директора «Астрономической станции КГУ»:
- 2004—2013 — Соловьев, Владимир Яковлевич
- 2014—2014 — Жучков, Роман Яковлевич
- с октября 2014 — Жуков, Димитрий Георгиевич

## Основные инструменты
- Астрограф «Цейс-400» (D = 400 мм, F = 1/5) — запуск в 1975 году, с 2014 года находится в стадии реконструкции. Закончили снимать на пластинки в 1997 году. Задачи, что решались на инструменте: фотометрические исследования звёзд, поиски и исследования переменных звёзд; программа поиска вспышек сверхновых (с 1976 по 1983 года — открытий не было); астрометрия: каталог слабых звёзд, программа ФОН и ФОНКАТ, в 1994—1996 годах открытие 11 астероидов. Всего было отснято свыше 1500 фотопластинок 30×30 см, не сенсибилизированные, с проницанием до 17m при экспозиции в 45 минут.
- Камера Шмидта (D = 380 мм, F = 1/2,5) — работал с 1977 года по 1983 год. Основные задачи — UBV-фотометрия, звёздная статистика.
- Фотометр на 10-см рефракторе — работал с 1977—1990 годах, фотометрия ярких звёзд до 6m (UBVR-фотометрия)
- «Астротел» (D = 300 мм, F = 1/8) и 16-мегапиксельная ПЗС-камера — частный телескоп, принадлежавший Б. Л. Сатовскому и установленный на территории СКАС в павильоне Шмидта (запущен в октябре 2007 и демонтирован в июне 2015 года)
- «Цейсс-600» (D = 600 мм, F = 1/12) — стоял в павильоне Шмидта, перенесён к БТА в 1989 году
- «Селестрон-280» (D = 280 мм, F = 1/10) + 6-мегапиксельная ПЗС-камера — установлен в павильоне Шмидта в 2015 году
- Горизонтальный (лунно-планетный) телескоп — так и не был собран

## Задачи, решаемые на СКАС

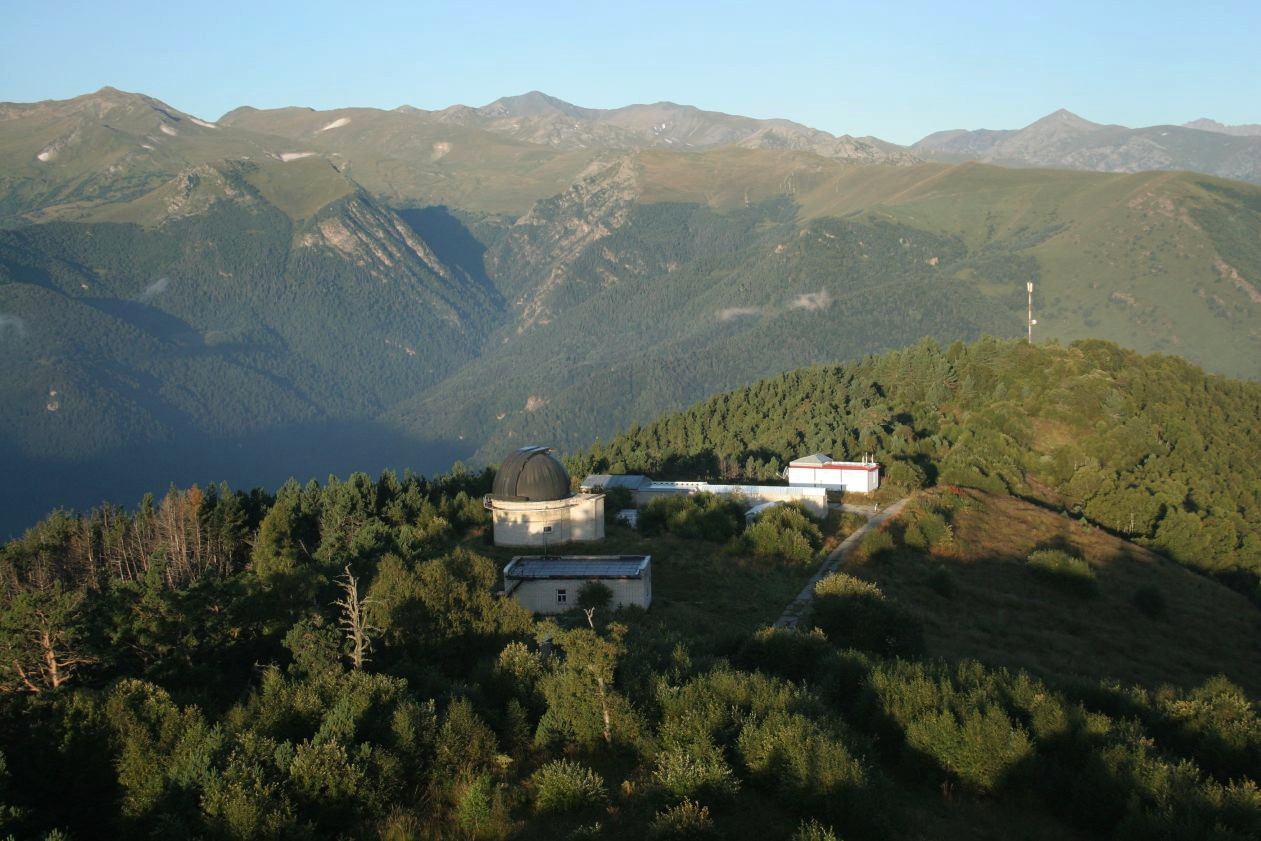
Вид СКАС КФУ (ок. 2010 года)

- Образовательная деятельность (студенческая астрономическая практика, выполнение курсовых и дипломных работ);
- Фотометрия переменных звёзд;
- Поиск новых астрономических объектов: астероиды, переменные звёзды.

## Современное состояние
История нового времени для СКАС началась в 1994 году, когда любитель астрономии Тимур Крячко получил разрешение работать на 40-см астрографе с фотопластинками, купленными на собственные средства. Первый успех пришёл в ночь с 3 на 4 марта 1995 года — когда был открыт первый астероид на территории России. Сейчас этот астероид носит обозначение (6465) Звездочёт (в честь журнала для любителей астрономии). В течение двух лет Тимур Крячко открыл ещё 10 астероидов на этом же инструменте. Во второй половине 90-х годов XX века и в первые годы XXI века СКАС становится меккой для любителей астрономии, занимающихся наукоёмкими работами.
В октябре 2007 года был запущен первый частный дистанционный телескоп, установленный на территории СКАС, — «Астротел». Созданный по инициативе Бориса Сатовского и Т. Крячко, он являлся полностью любительским проектом. 25 % наблюдательного времени на этом инструменте принадлежало КГУ. Большая часть наблюдений под кодом «114» с 2007 по 2014 годы производились на нём и на переносном 80-мм любительском телескопе. За это время были открыты более 150 астероидов и 2 сверхновые (впервые открытые российскими любителями астрономии).
В 2009 году были найдены 2 околоземных астероида и один астероид семейства кентавров, которые являются первыми объектами подобного типа, открытыми на территории России.
В 2010 году близ СКАС, на юго-запад от павиольона Шмидта, строится обсерватория удалённого доступа НЦ «Ка-Дар» (станция «ТАУ»).
В 2015 году в павильон Шмидта устанавливается 28-см телескоп системы Шмидт-Кассегрен для выполнения фотометрических обзоров
и проведения учебных наблюдений на практиках.

## Основные достижения

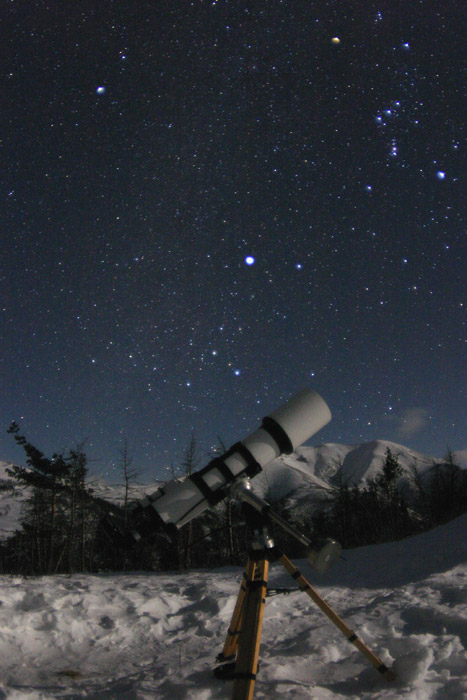
Любительский инструмент на СКАС КГУ

- В 1980-х годах обсерватория получила лучшие наблюдения по советской программе по наблюдению кометы Галлея.
- Первый астероид в РФ был открыт на СКАС в ночь с 3 на 4 марта 1995 года
- Первая сверхновая (2008fe), открытая российскими любителями астрономии 31 августа 2008 года
- Открытие астероида при помощи 8-см телескопа
- Первый астероид семейства кентавров, открытый в РФ (2009 QV38)
- Первый околоземный астероид, открытый в РФ (2009 HR67)
- Открытие более 100 переменных звёзд
- Открытие около 200 астероидов